# Musculus brachioradialis
De musculus brachioradialis of (opper)arm-spaakbeenspier is een spier in de onderarm. Hij behoort tot de groep radiale onderarmspieren. De spier loopt van de laterale zijde van het opperarmbeen naar de kop van het spaakbeen. De spier heeft hierdoor uitsluitend een functie over het ellebooggewricht. Hier veroorzaakt hij flexie, en hij is daarmee een synergist van de musculus biceps brachii en de musculus brachialis. Daarnaast brengt hij de onderarm in een middenstand tussen pro- en supinatie.
Tussen de pees van de musculus brachioradialis en die van de musculus flexor carpi radialis ligt de slagader waaraan de polsslag wordt gemeten.